# Cratere Hödr
Hödr è un cratere sulla superficie di Callisto.